# Altissimo (Musik)
Altissimo (italienisch für „sehr hoch“) bezeichnet in der Musik das Spielen von einzelnen Tönen, Phrasen oder Melodien in einem Tonbereich, der über dem regulären Tonbereich des betreffenden Instruments liegt. Besonders gebräuchlich ist der Begriff für Holzblasinstrumente, dort insbesondere für die Saxophone. Das Spielen von Tönen im Altissimo-Bereich erfordert einen besonderen Fingersatz, also Loch- bzw. Klappendeckungen, die von den Griffen der regulären Töne teils sehr stark abweichen. Daher erfordert ein flüssiges Spiel im Altissimobereich eine fortgeschrittene Instrumentaltechnik.
Der Altissimobereich wird oft auch fälschlich einschränkend als Obertonbereich bezeichnet. Die dort erzeugten Töne werden wahlweise Top tones, oder High Notes, irreführend auch Flageoletttöne genannt. Beim Saxophon lassen sich manche der Altissimotöne auch durch Erzeugung von geeigneten Naturtönen (aus der Obertonreihe) durch Überblasen spielen, manche false fingerings sind Varianten der Altissimo-Griffe.